# Noyan (titre mongol)
Ne doit pas être confondu avec Noyant.
Pour les articles homonymes, voir Noyan (homonymie).

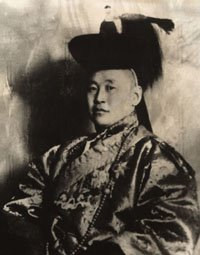
Homonyme de Shirindambyn. Premier ministre de la Mongolie autonome de 1912 à 1915 dans le gouvernement du Bogd Khan.

Le titre de Noyan (mongol : ᠨᠣᠶᠠᠨ, VPMC : noyan, cyrillique : ноён, MNS : noyen ; chinois simplifié : 那颜 ; pinyin : nàyán) est un titre de noblesse mongol donné aux commandants militaires à partir de l'Empire mongol. Ce terme est également utilisé de nos jours, comme une forme de politesse équivalant à Monsieur en français.

## Quelques Noyan
- Chormaqan Noyan (ou Chormagan Noyan) est un général de l'empire mongol sous les règnes de Gengis Khan et d'Ögedeï, souvent mentionné dans l'Histoire secrète des Mongols.
- Khanai Noyan Khonggor (?-1585) est un khan mongol des Qoshots, à l'époque de la dynastie Ming.
- Timurtaş Noyan est le fils de l'émir Chupan, représentant du dernier grand Ilkhan de Perse Abu Saïd Bahadur.
- Baïdju Noyan, né en 1201, est un commandant mongol en Perse au service d'Ögödei.